# منزل البربر

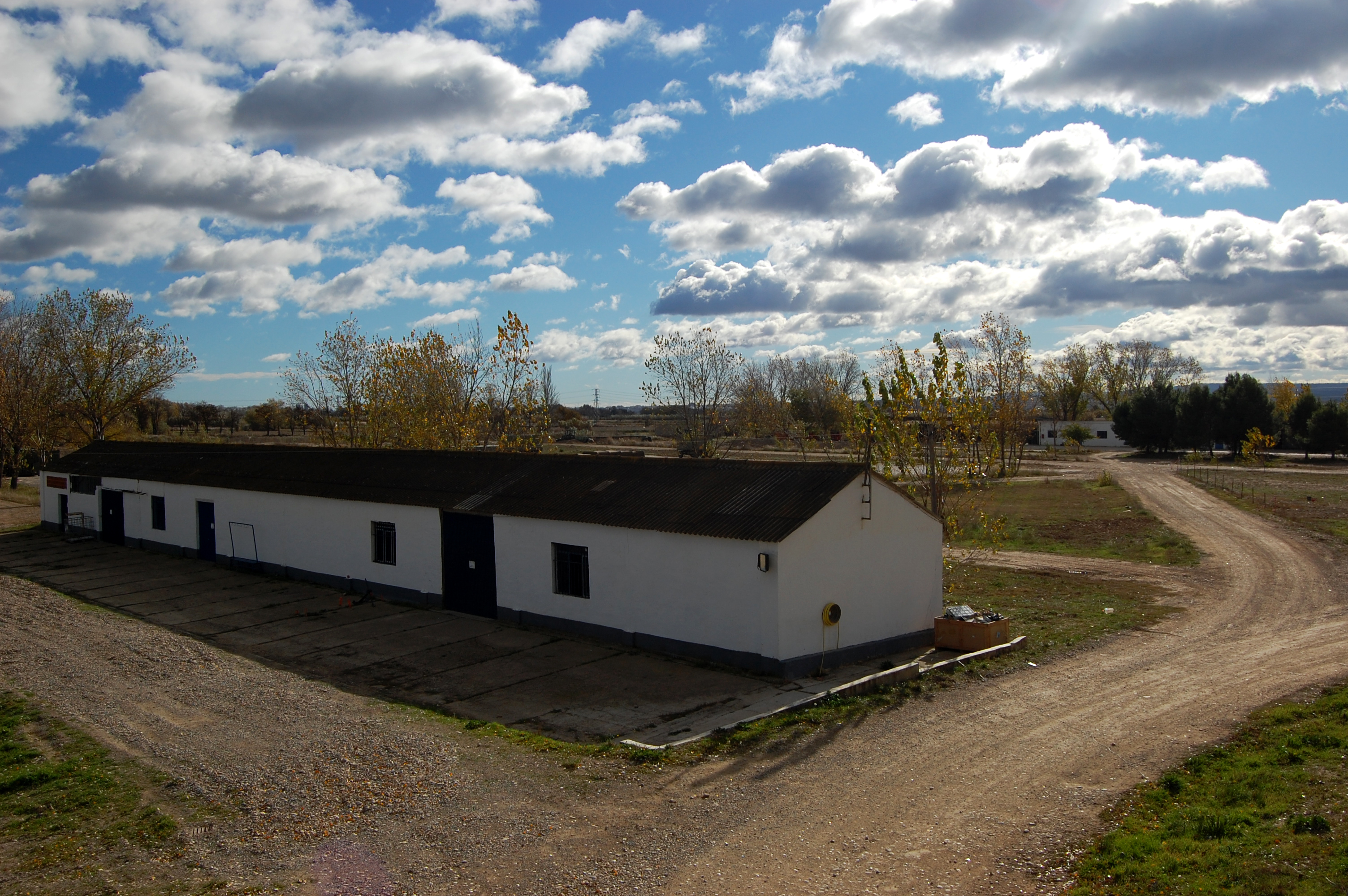
ثكنة المهندسين بمنزل البربر

موقع منزل البربر من بلدية سرقسطة

مَنْزِل البَرْبَر (بالإسبانية: Monzalbarba) قرية ريفية بمقاطعة سرقسطة من منطقة أراغون ذاتية الحكم بشمال إسبانيا، تقع على بعد 11 كم شمال شرقي مدينة سرقسطة، أُنشئت عام 1201. بلغ عدد سكانها 1.758 نسمة عام 2007.